# Logo (Band)
Logo war eine deutsche Pop-Rock-Band der 1980er Jahre in der DDR. Das Repertoire bestand vorwiegend aus eigenen Titeln sowie Übernahmen von The Police, den Pet Shop Boys und Tears for Fears.

## Bandgeschichte
Die Band wurde im April 1983 in Leipzig gegründet und erhielt bereits ein halbes Jahr später das Prädikat Sonderstufe.
1984 gewann die Band mit ihrem Konzept „Großstadtlieder“ bei der „VII. FDJ-Werkstattwoche der Jugendtanzmusik“ in Suhl den Förderpreis des FDJ-Zentralrats und den Sonderpreis der Stop! Rock-Redaktion des Fernsehens.
Die Leipziger Volkszeitung berichtete zwei Jahre später über den Trubel, der sich damit verband: „Was die Leipziger absolut verblüffte, gleichzeitig aber auch Beispiel für die Methode der Werkstatt ist - die schnelle Folge bislang nur erträumter Ereignisse: Auftritt mit Auswertung, am folgenden Tag Werkstattarbeit an drei ausgewählten eigenen Titeln mit der Gruppe Dialog, am Tag darauf Laufbandproduktion im eigens für die Werkstatt eingerichteten Studio des Rundfunks der DDR. Interviews und Fototermine, Erstsendung der produzierten Titel noch am gleichen Abend, drei Tage später Start eines Titels in der Wertungssendung Metronom.“
1985 trat die Band im Vorprogramm von Roger Chapman auf der Alten Messe Leipzig auf und noch im selben sowie im Folgejahr war sie Teilnehmer bei Rock für den Frieden im Ost-Berliner Palast der Republik, der damals größten Rockveranstaltung des Landes. Mehrere zu dieser Zeit neu entstandene und auf der „Leipziger Bezirkswerkstatt der Amateurtanzmusik“ vorgestellte Lieder brachten Logo die Delegierung zur 12. „Zentralen Leistungsschau der Amateurtanzmusiker“ im April 1986 in Erfurt ein, wo sie mit dem Sonderpreis des Ministeriums für Kultur und dem Titel „Hervorragendes Amateurtanzorchester der DDR“ ausgezeichnet wurden.
Im Sommer schloss sich ein Auslandsgastspiel am Balaton an, wo die Leipziger acht Konzerte im „FDJ-Kultursommer“ vor Publikum der internationalen Jugendlager absolvierten.
Das Lied Komm, welches 1986 in der Fernsehsendung Stop! Rock vorgestellt wurde, erzielte großen Erfolg und hielt sich drei Wochen auf Platz 1 der Radio DDR-Tip-Parade. Es folgten weitere TV-Auftritte in den Sendungen rund (Schorschels Nachtlokal) und Klik (Zauberland), wobei bei dem letztgenannten Titel Tänzerinnen des Rockballetts Karl-Marx-Stadt auftraten. Weitere Titel, die regelmäßig im DDR-Rundfunk liefen, waren K., Meine Stadt, Großstadt, Keine Zeit und Afrika.
Aufgrund von weiteren geplanten Umbesetzungen, die dazu geführt hätten, dass kein ursprüngliches Logo-Mitglied mehr Bestandteil der Gruppe gewesen wäre, löste sich die Band 1987 auf.

## Diskografie
- 1985: Auf dem Wege 4 (Kompilation, Amiga)